# Folkemødet
Folkemødet ("De Volksvergadering") is een vierdaags Deens evenement waar politici en partijen een open debat met geïnteresseerde burgers kunnen aangaan. Het wordt sinds 2011 jaarlijks georganiseerd in Allinge op Bornholm. Folkemødet  werd opgericht naar het voorbeeld van Almedalsveckan ("Almedalenweek"), een soortgelijk jaarlijks terugkerend evenement in Almedalen (Zweden).

## Edities
| Editie | Data           | Bezoekers |
| ------ | -------------- | --------- |
| 2011   | 15 t/m 18 juni | 10.000    |
| 2012   | 14 t/m 17 juni | 32.000    |
| 2013   | 13 t/m 16 juni | 60.000    |
| 2014   | 12 t/m 15 juni | 88.000    |
| 2015   | 11 t/m 14 juni | 100.000   |
| 2016   | 16 t/m 19 juni | 100.000   |
| 2017   | 15 t/m 18 juni | 100.000   |
| 2018   | 14 t/m 17 juni | 113.000   |
| 2019   | 13 t/m 16 juni | 114.000   |
| 2021   | 17 t/m 19 juni | 8.000     |
| 2022   | 16 t/m 19 juni |           |

### 2011
De eerste editie van Folkemødet vond plaats van 15 tot 18 juni 2011. De partijen van het Folketing konden gebruikmaken van Danchells podium, dat het centrum vormde van dit evenement. Iedere partij kreeg drie uur toegewezen gedurende het festival.
Er werden in totaal 235 kleine evenementen georganiseerd, bestaande uit informele gesprekken, toespraken en vergaderingen. TV2Bornholm meldde in haar uitzending dat circa 10.000 bezoekers van Folkemødet aan een van de 235 sessies hadden deelgenomen. Bertel Haarder, de toenmalige Deense minister van Binnenlandse zaken, noemde het "een politiek Roskilde Festival met minder bier en meer gepraat."

### 2012
De burgemeester van Bornholm, Winni Grosbøll, kondigde aan Folkemødet ook in 2012 te organiseren. Pia Kjærsgaard van Dansk Folkeparti stelde echter voor om het evenement ieder jaar ergens anders plaats te laten vinden. Grosbøll vond het prima als anderen ook een volksvergadering wilde houden, maar zei dat Folkemødet een Bornholms idee is en op Bornholm blijft, net zoals Almedalsveckan ieder jaar op het Zweedse eiland Gotland wordt gehouden.
Winni Grossbøll en een aantal medewerkers van de gemeente Bornholm bezochten de Almedalsveckan van 2011 om verdere inspiratie op te doen voor Folkemødet 2012. Uiteindelijk werd Folkemødet in 2012 gehouden van 14 tot en met 17 juni. 32.000 bezoekers bezochten het evenement en er werden meer dan 700 sessies gehouden.

### 2015
In 2015 waren onder meer Geert Wilders en een Griekse nationaalsocialistische partij aanwezig. In Denemarken ontstond enige ophef door de relatief grote politie-inzet, maar een meerderheid van de gemeenteraadsleden gaf aan de regels niet aan te willen scherpen. Er waren circa 35.000 bezoekers op de zaterdag.

### 2016
In 2016 werd Folkemødet gehouden van 16 tot en met 19 juni. De vrijdag werd door ongeveer 20.000 personen bezocht. Met een recordaantal van circa 40.000 bezoekers op zaterdag kon genoten worden van de Russische activisten-band Pussy Riot. Zowel DR als TV 2 zonden het evenement live uit.
In totaal waren 140 politici uit alle partijen, waaronder 21 burgemeesters, vertegenwoordigd. 685 journalisten waren officieel geaccrediteerd voor deze volksvergadering. Er waren 24 vergaderplaatsen verdeeld over 195 tenten met een totaal aan 8.600 m2 ruimte.
Er was een toename van respectievelijk 7 en 10% in passagiers die speciaal voor de volksvergadering naar Bornholm per vliegtuig en veerboot afreisde, ook de politie was extra bemand. Het cruiseschip Viking Cinderella was speciaal voor deze agenten ingehuurd voor overnachting en transport.

### 2019
In 2019 viel Folkemødet samen met de viering van het 800-jarig bestaan van Dannebrog (de Deense vlag) en met de regeringsonderhandelingen na de parlementsverkiezingen. Op de zaterdag werd het evenement geteisterd door onweer een hevige regenval, waardoor tenten wegspoelden en mensen moesten worden geëvacueerd.

### 2020 en 2021
Wegens de coronapandemie moest Folkemødet in 2020 worden afgelast en in 2021 worden beperkt tot een kleinschaliger evenement. Tijdens de editie van 2021, die drie dagen duurde, waren in totaal 8000 bezoekers aanwezig. De meeste debatten konden door het grote publiek online of op televisie worden gevolgd.

## Galerij

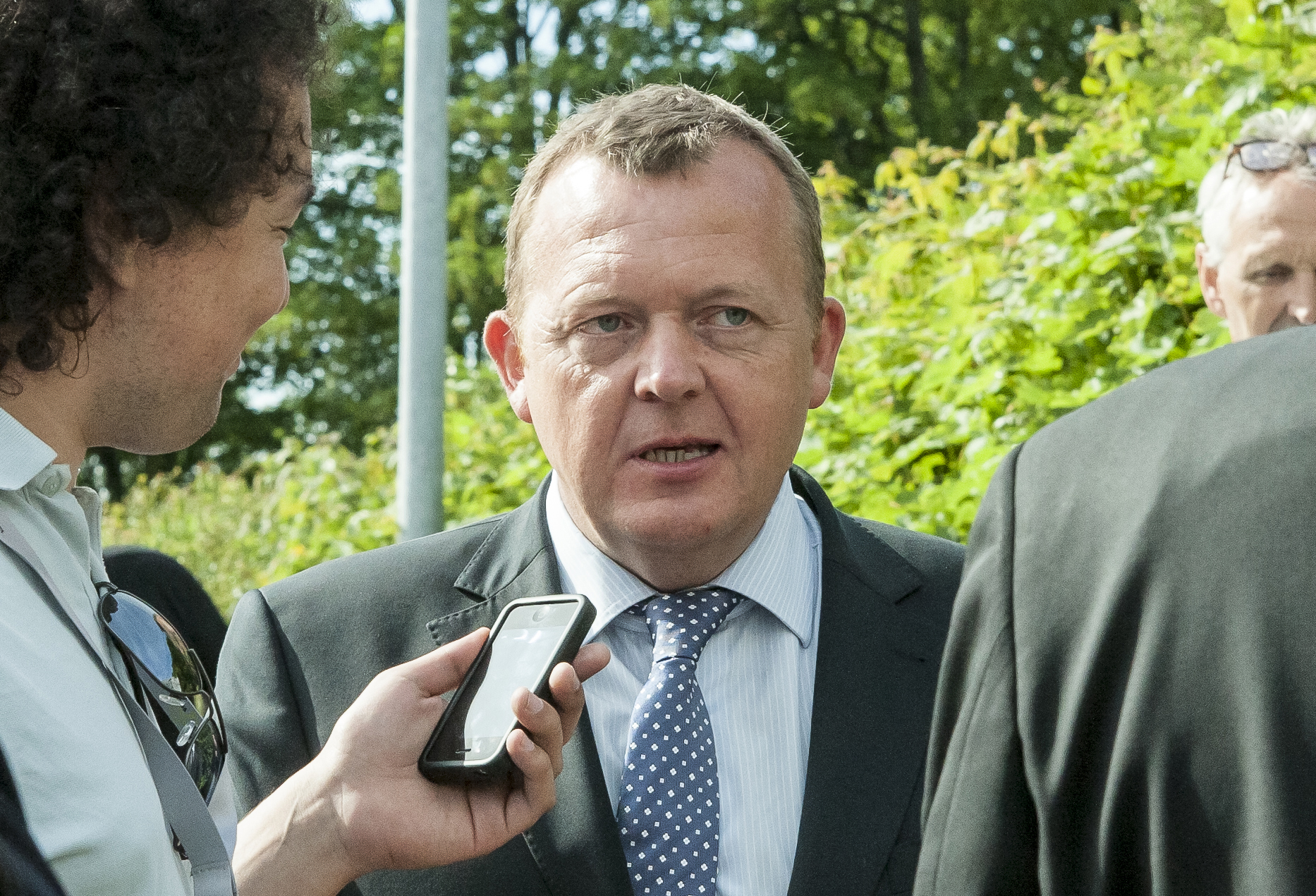
2011 - Premier Lars Løkke Rasmussen geeft een interview
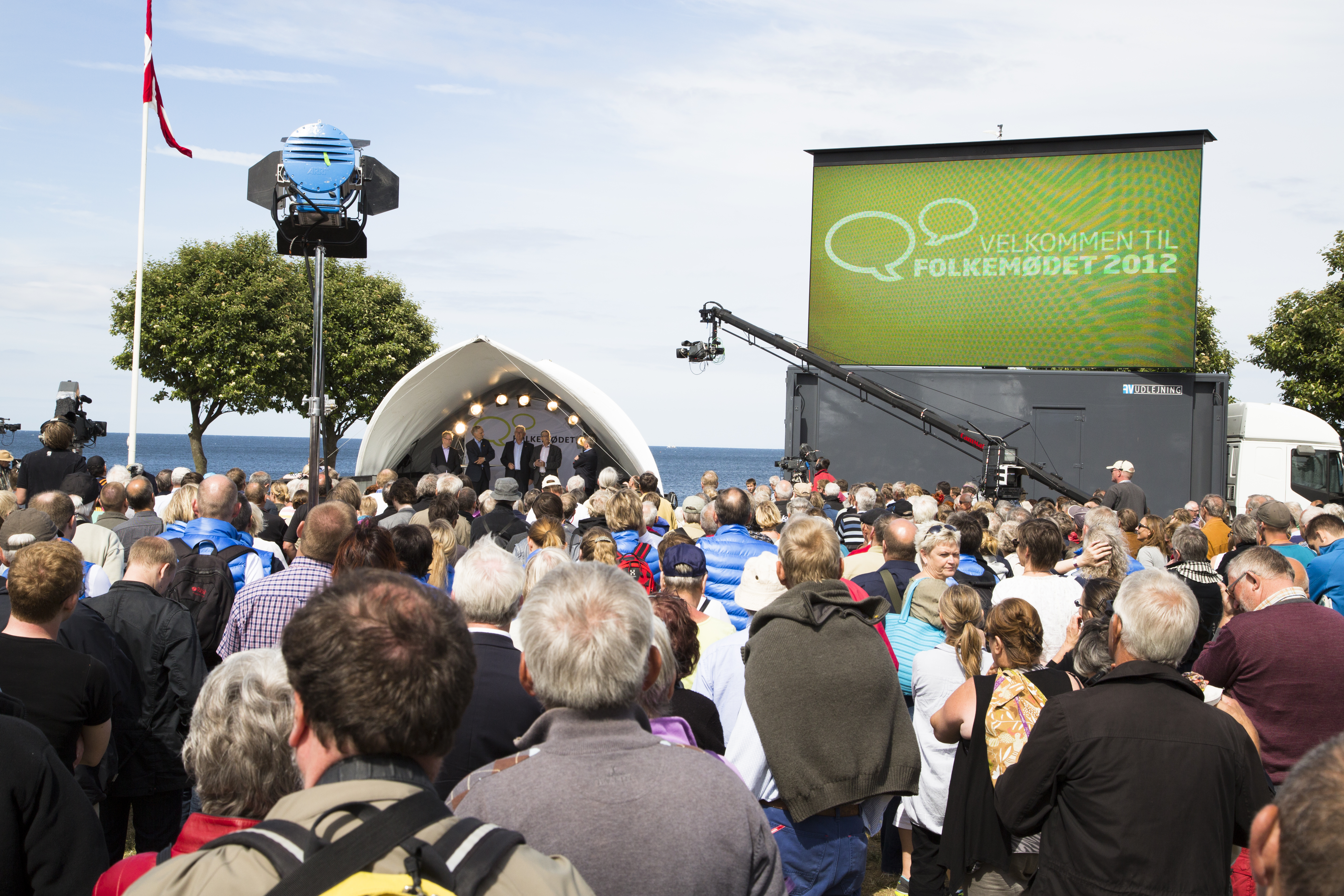
2012 - Opening Folkemødet 2012
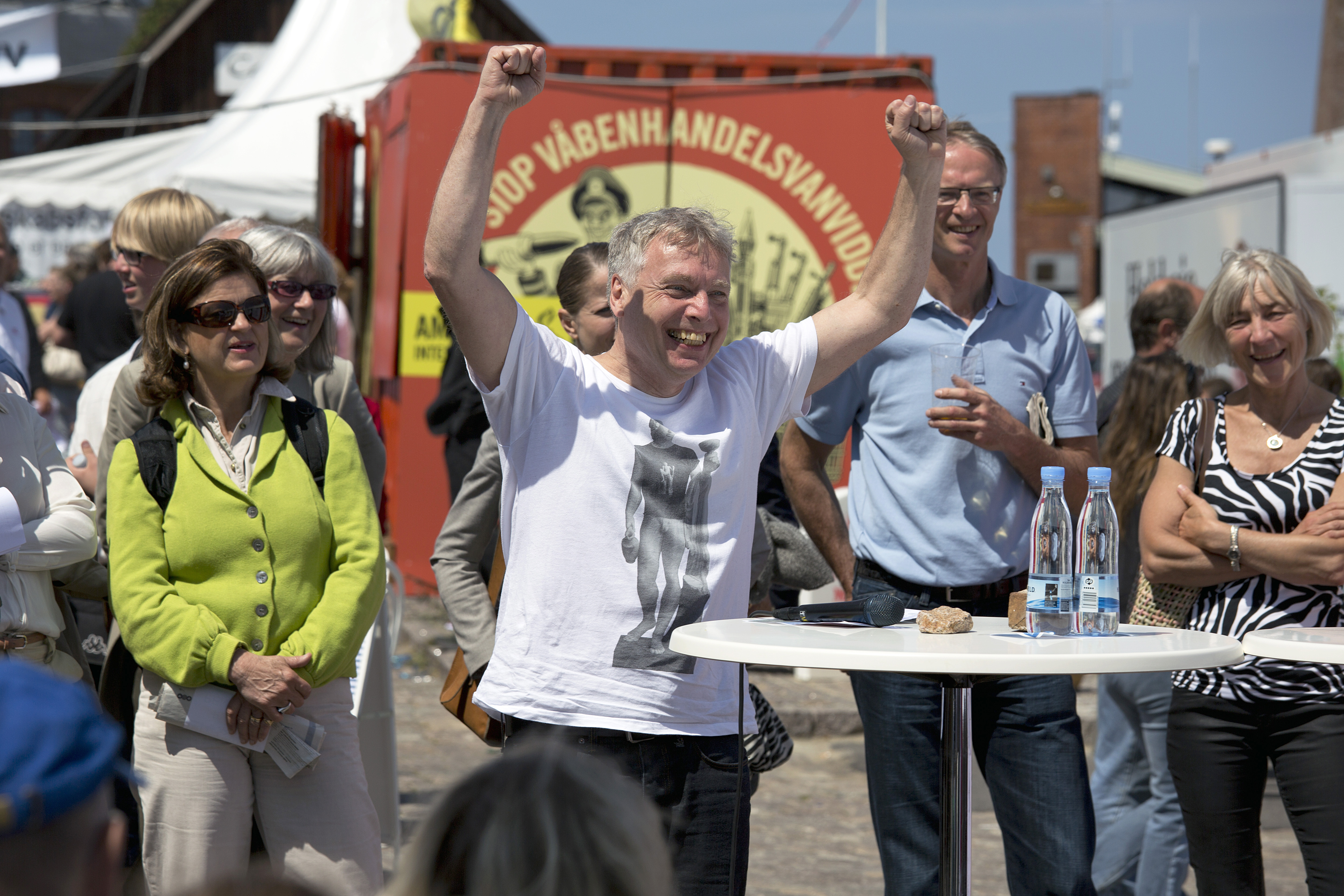
2012 - Minister van Cultuur Uffe Elbæk
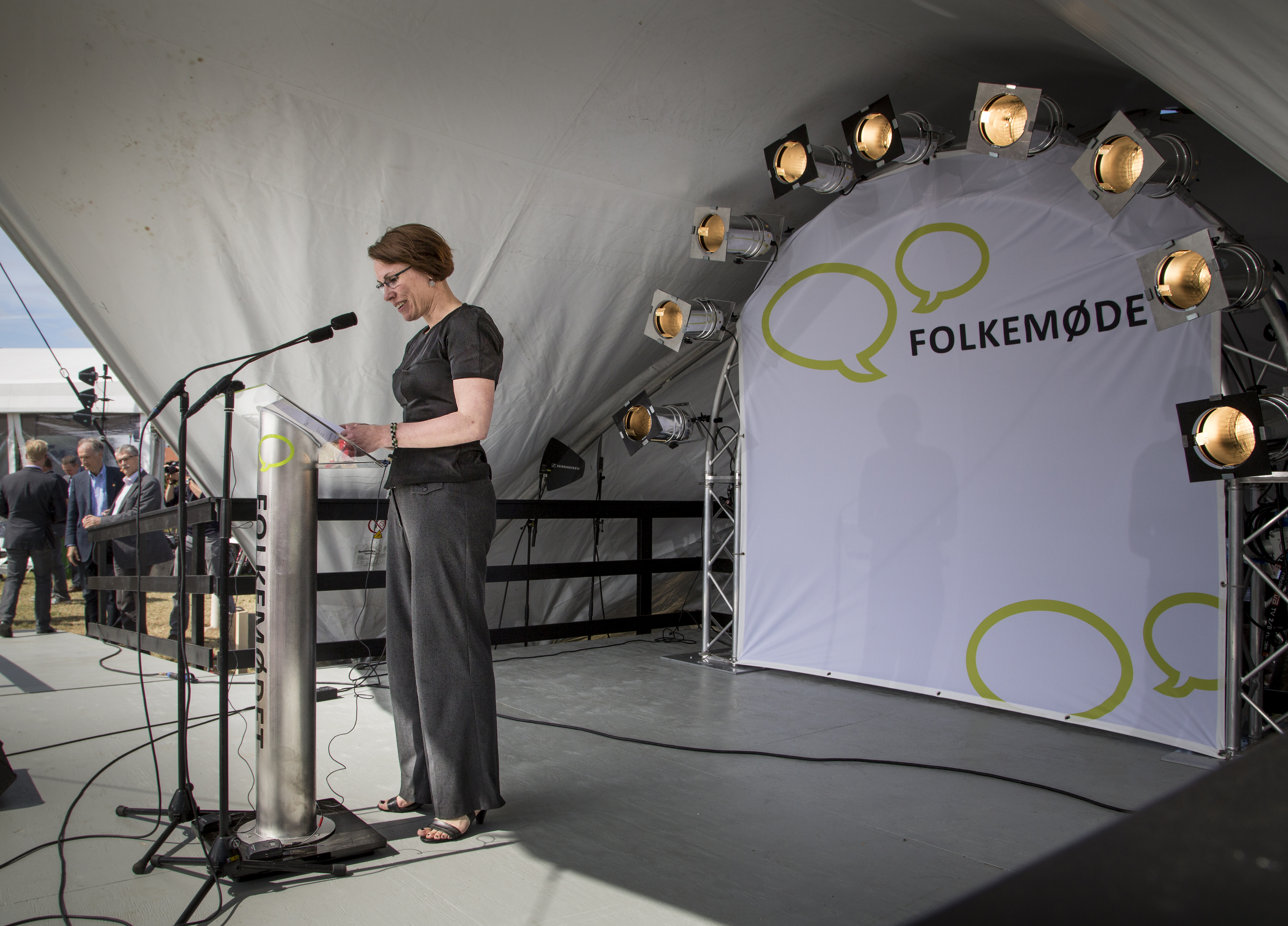
2012 - Winni Grosbøll houdt een toespraak op het hoofdpodium
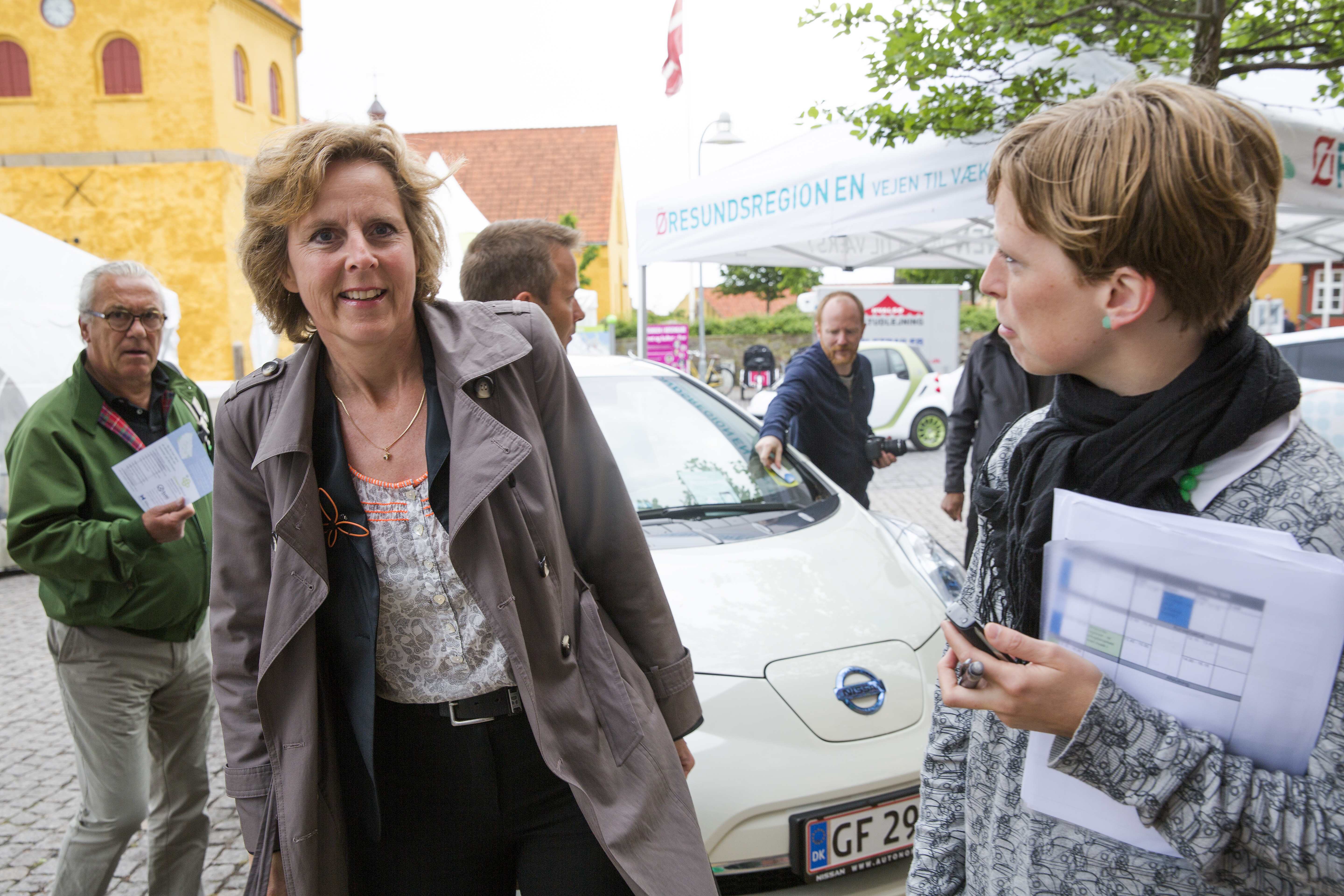
2013 - EU’s klimaatcommissaris Connie Hedegaard op weg naar Øresundshuset
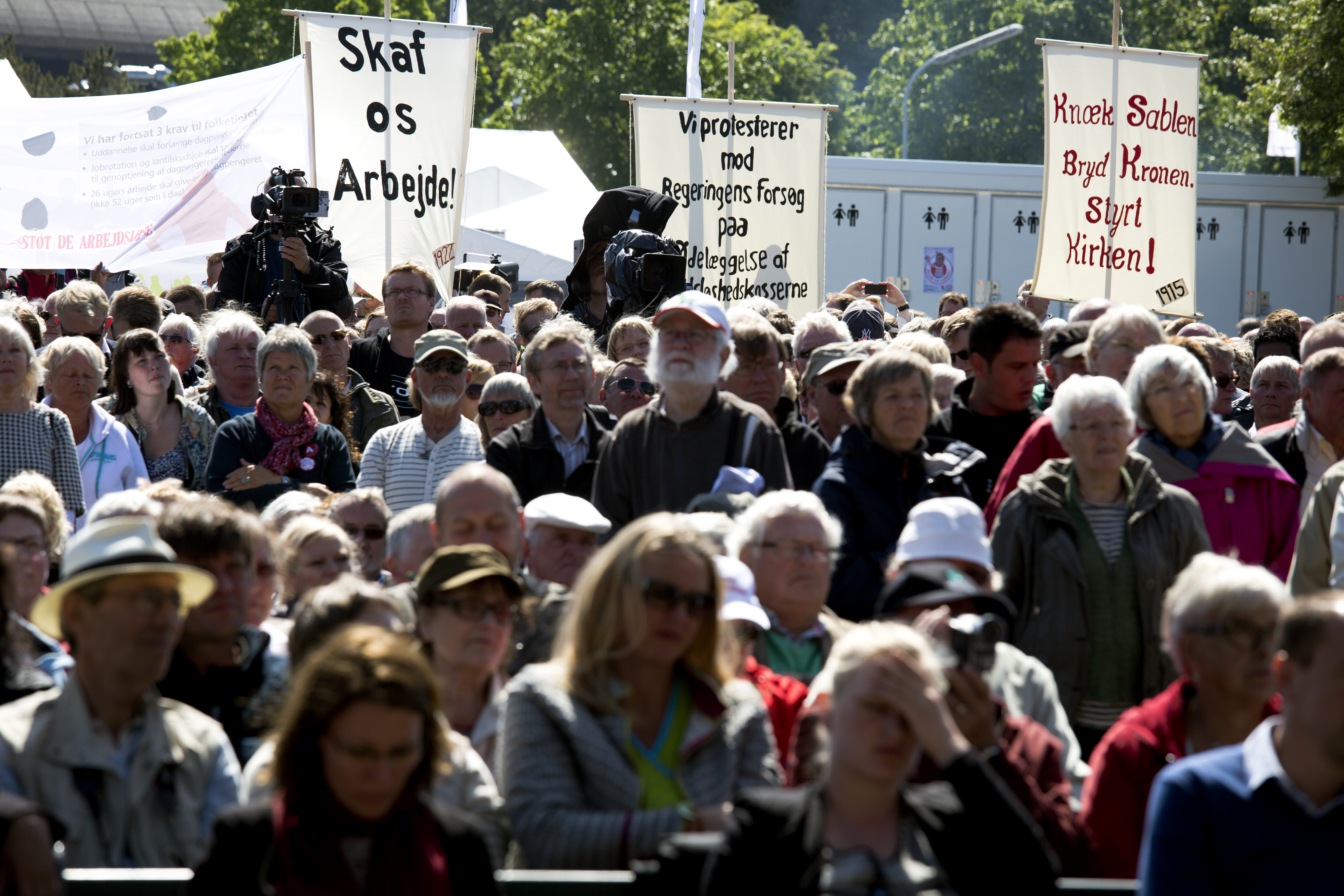
2013 - Demonstraties tegen plannen van de regering
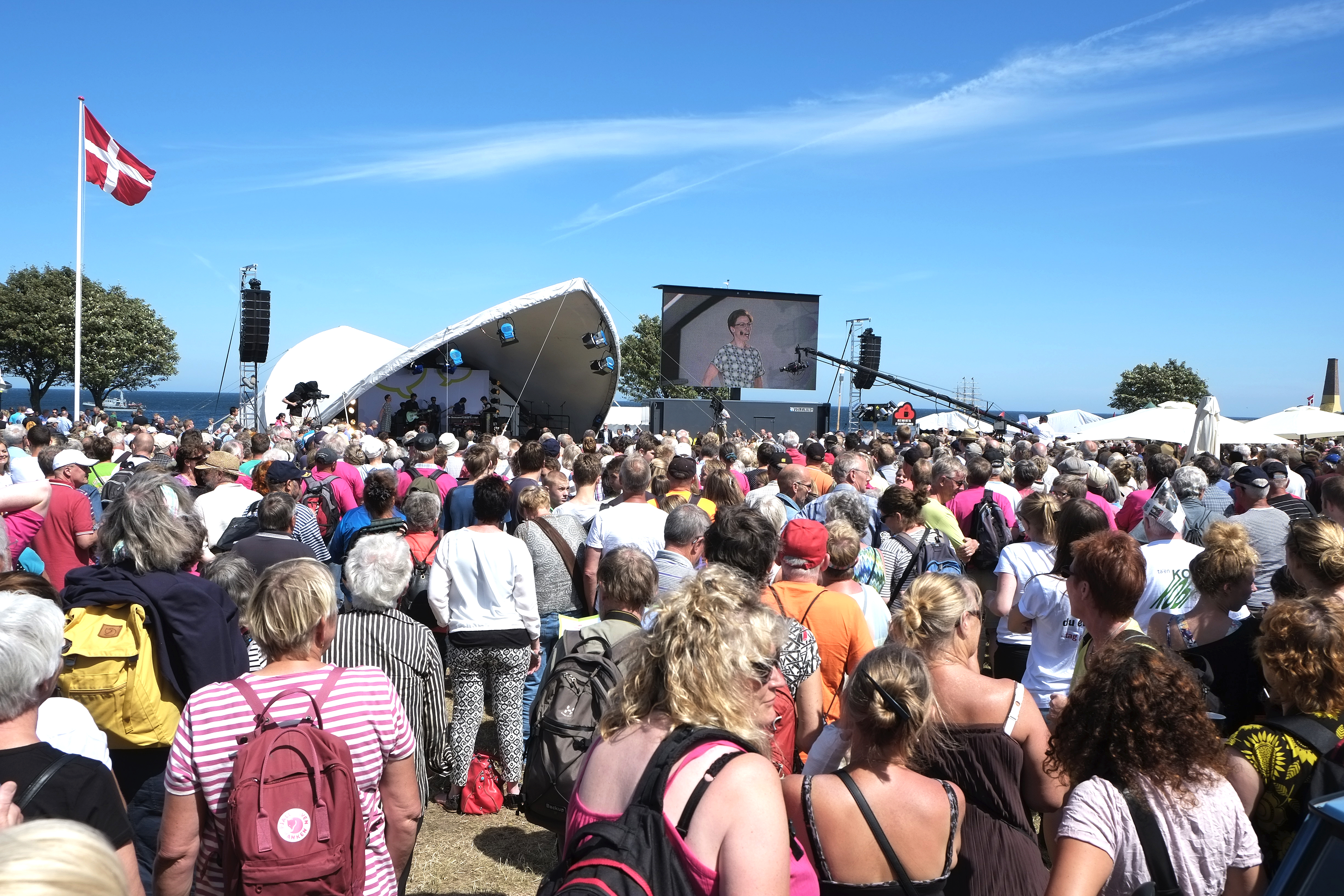
2014 -  Burgemeester Winni Grosbøll opent Folkemødet 2014
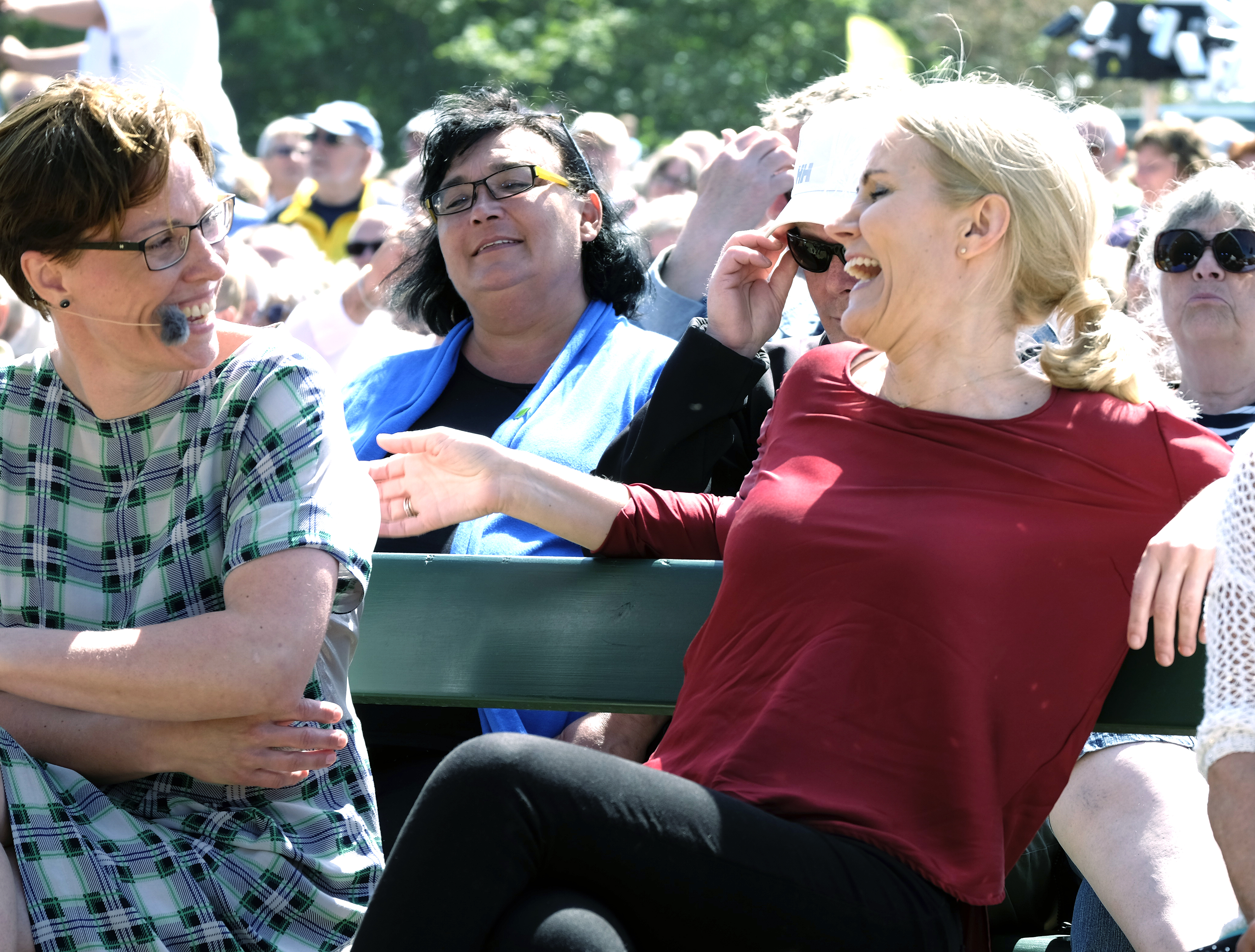
2014 - Burgemeester Winni Grosbøll en premier Helle Thorning-Schmidt
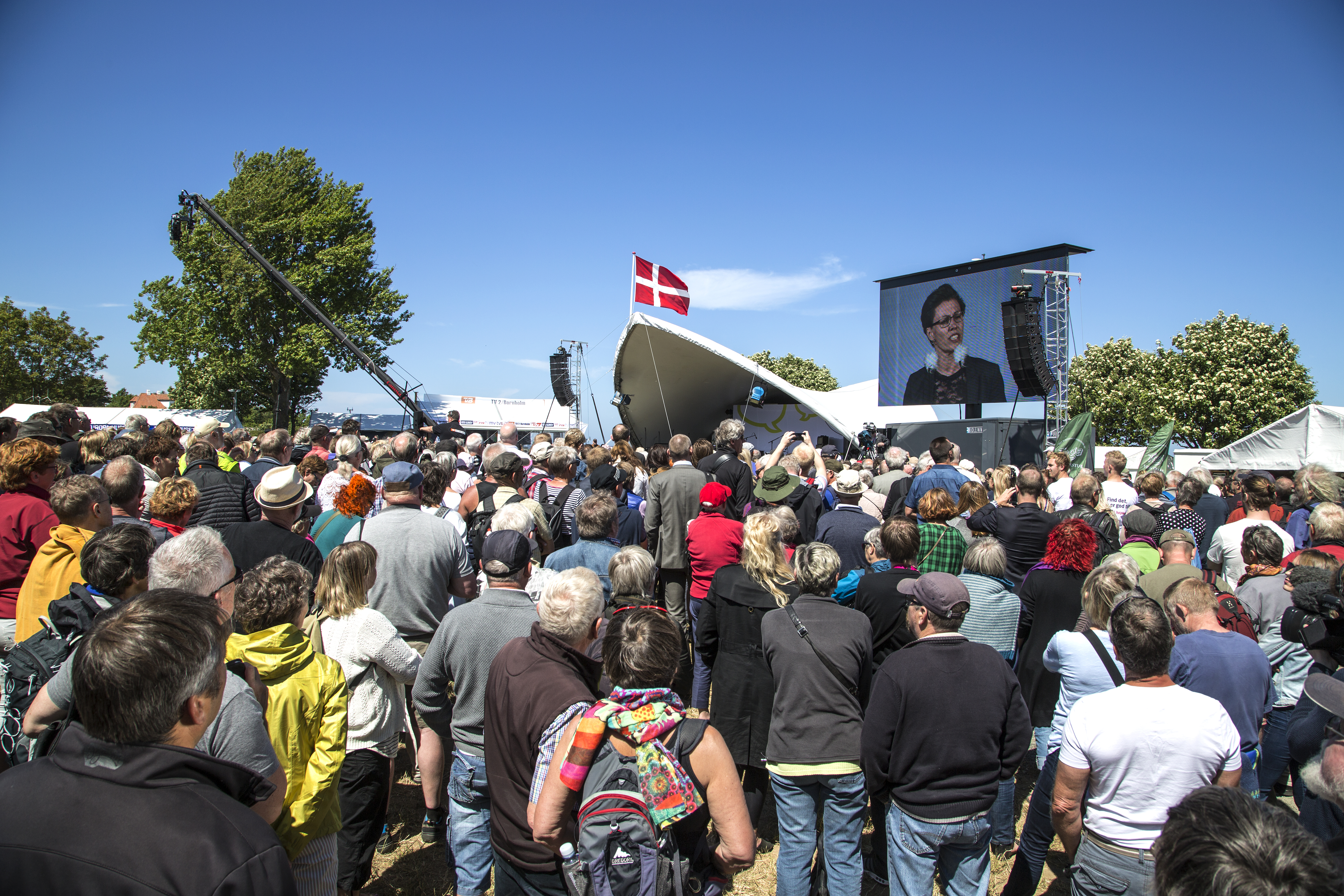
2015 - Burgemeester Winni Grosbøll, openingstoespraak
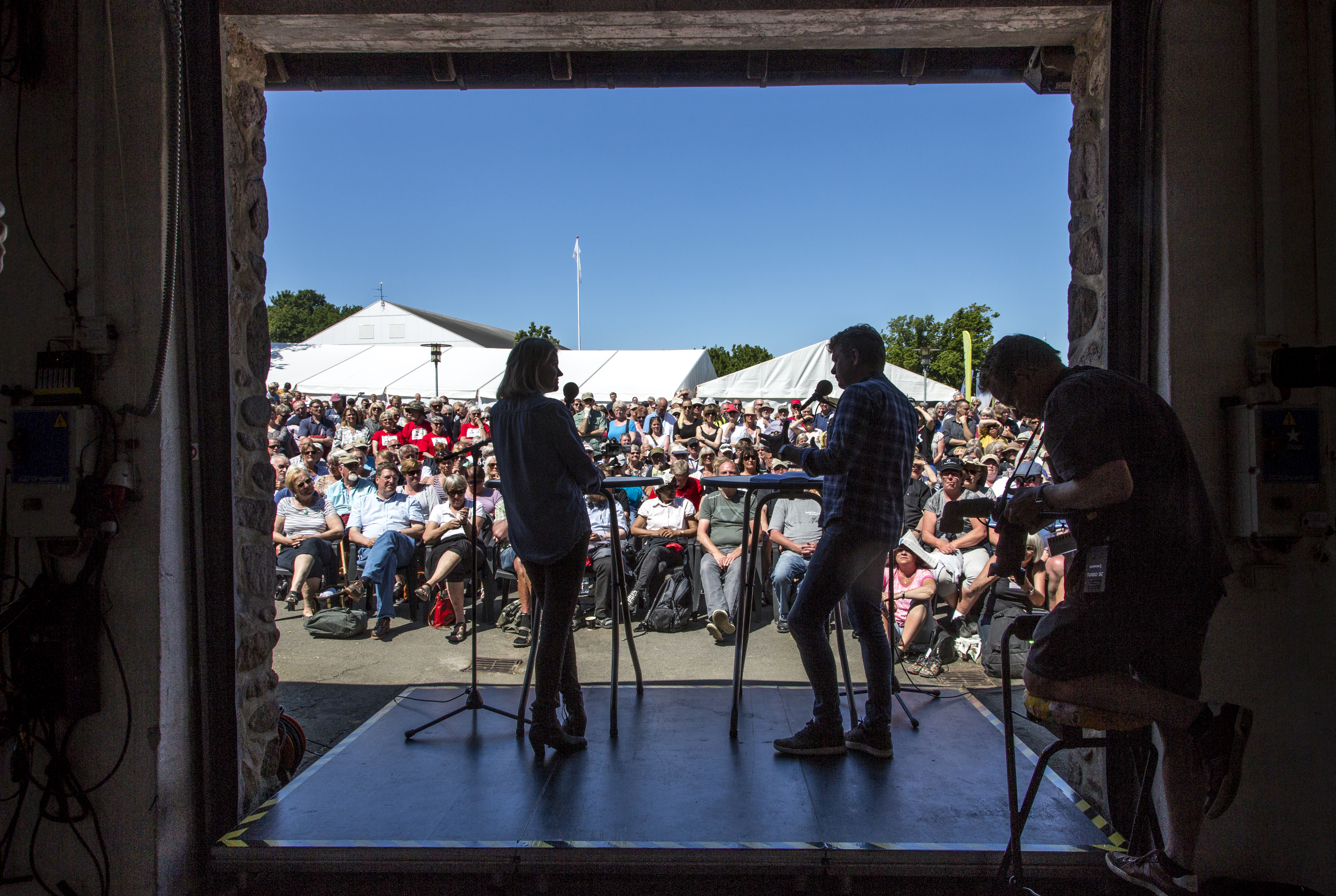
2015 - Een debat met premier Helle Thorning-Schmidt
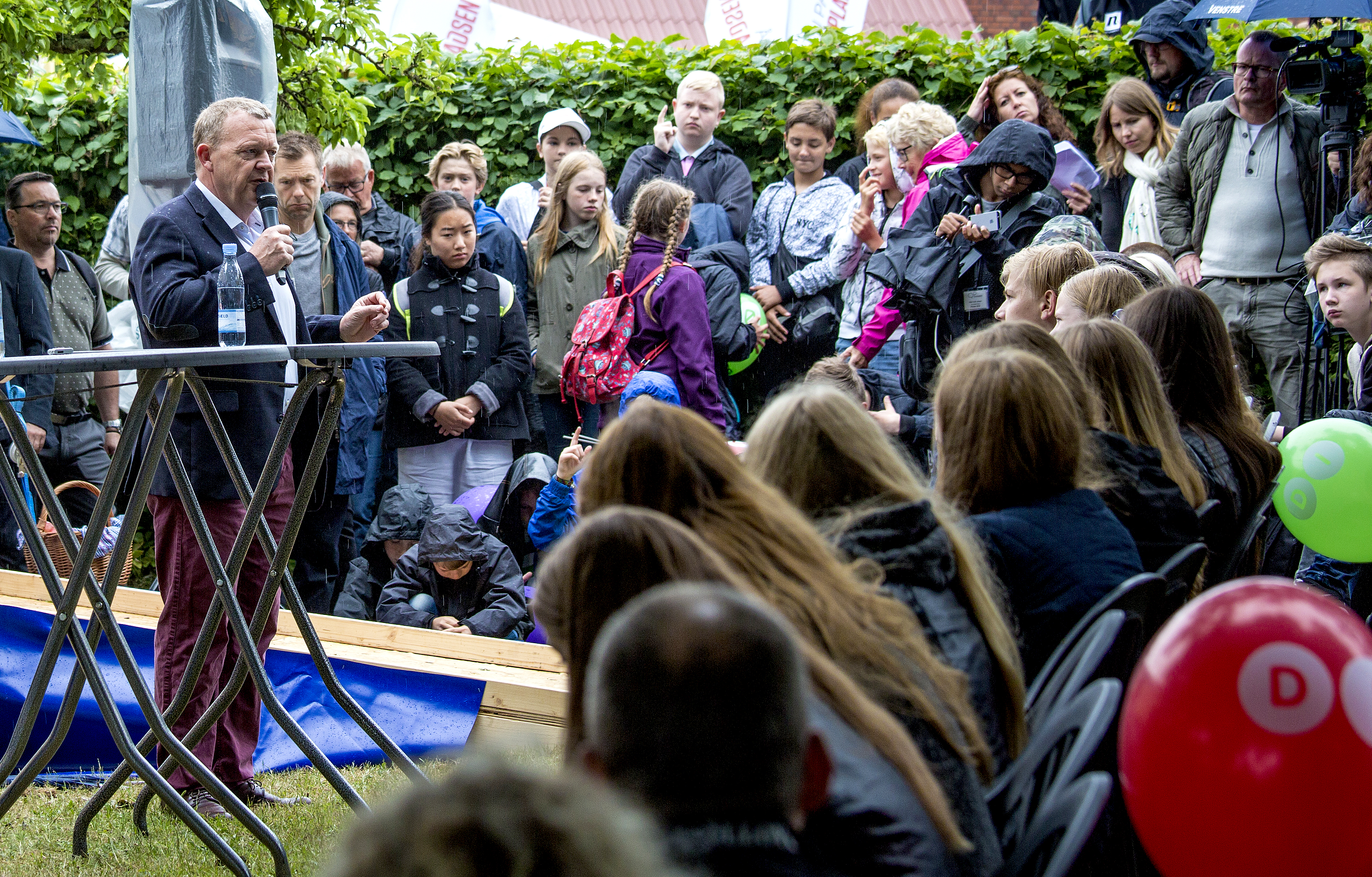
2016 - Een debat met premier Lars Løkke Rasmussen
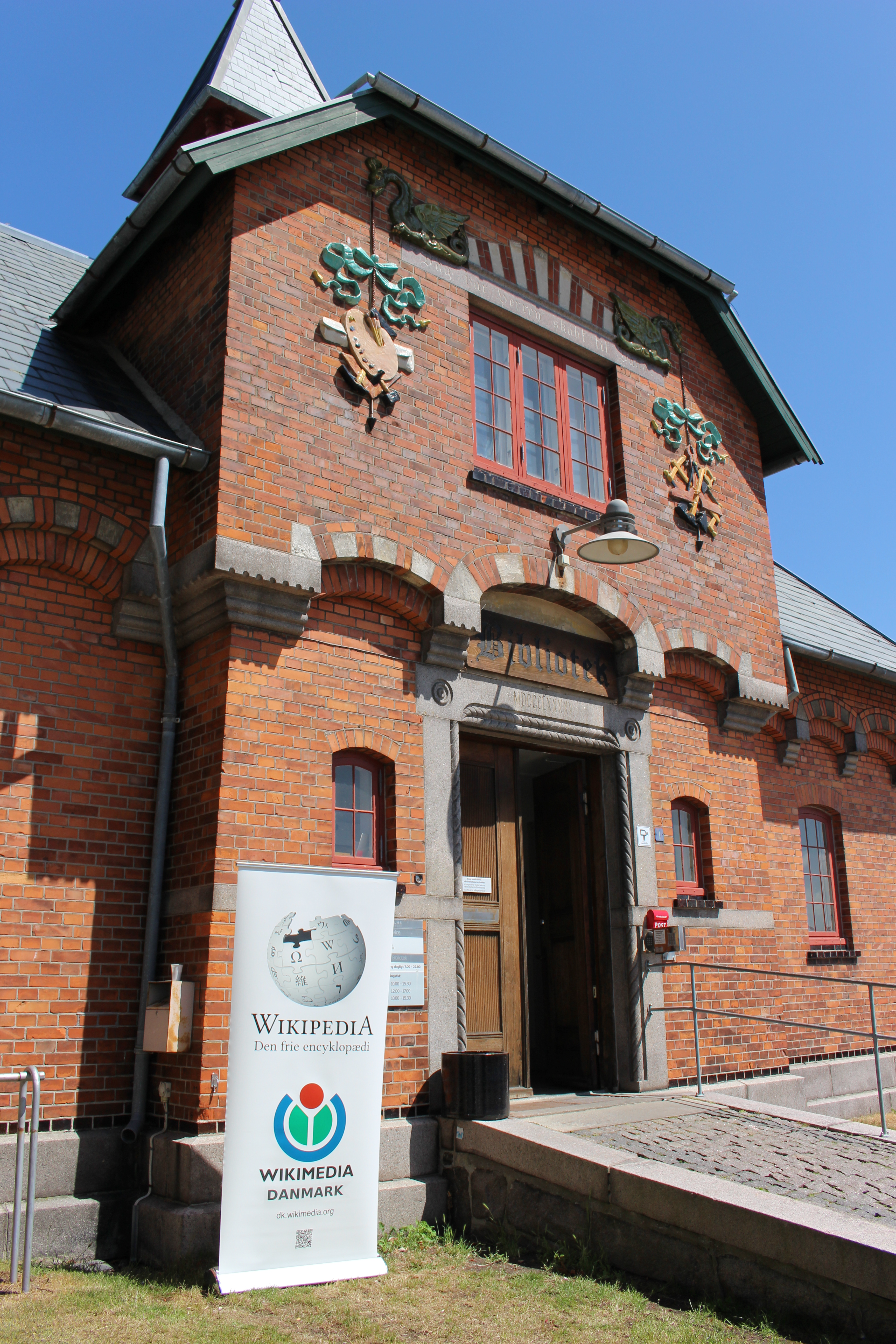
2016 - Wikimedia Danmark banner voor de bibliotheek van Allinge
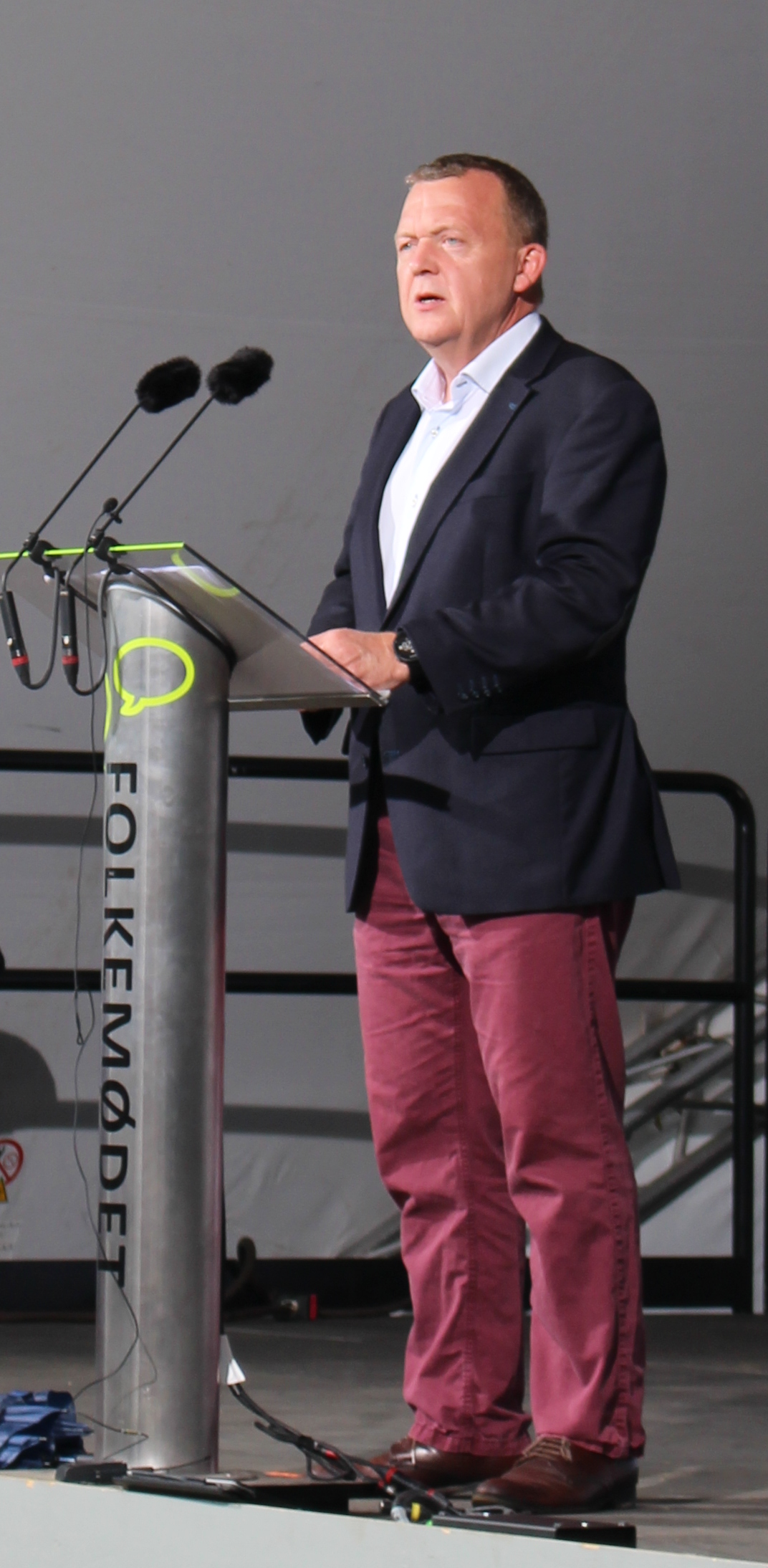
2016 - Premier Lars Løkke Rasmussen geeft een toespraak
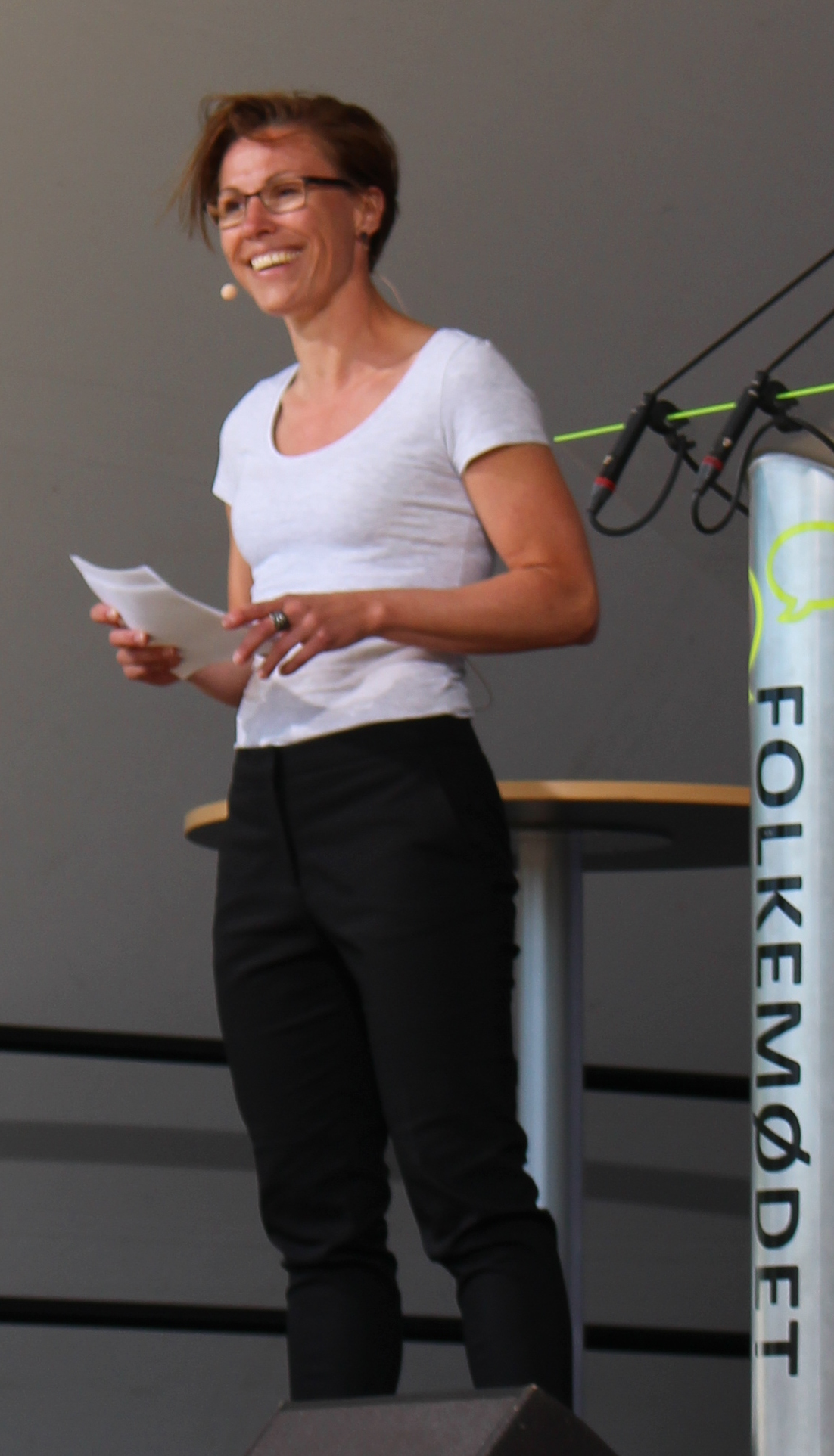
2016 - Burgemeester Winni Grosbøll
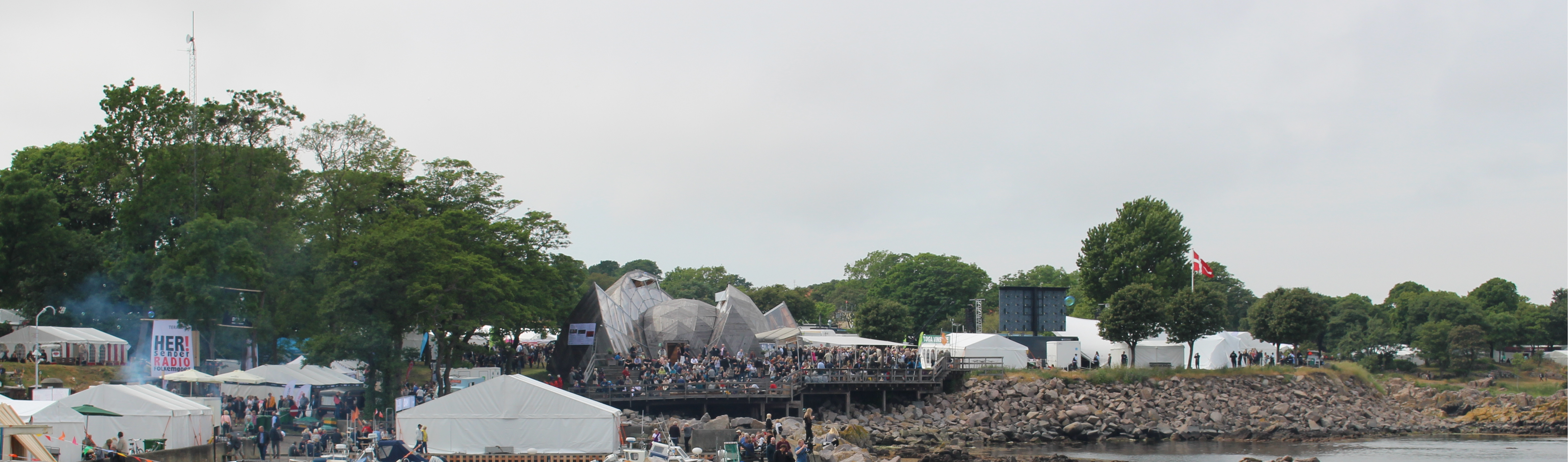
2016 - Evenemententerrein